# Bartolomeo Viscardi
Bartolomeo Viscardi der Jüngere (* um 1599 in San Vittore, Graubünden; † um 1654 ebenda) war ein italienisch-graubündnerischer Baumeister und Architekt des Frühbarocks, der überwiegend in Bayern arbeitete.

## Leben
Als Architekt baute er 1621 das Kirchenschiff der Kapelle von „Santa Maria della Neve“ (Maria Schnee) in der Ortschaft Monticello der Gemeinde San Vittore um. Später war er in Bayern tätig; 1630 wurde er an den kurfürstlichen Hof in München zu einem Gutachten gerufen. 1633/1634 baute er die Kirche und das Kloster St. Salvator bei Griesbach im Rottal um, errichtete 1634 den Prälatursaal des Augustinerchorherrenstifts Ranshofen und 1635–1639 die Kirche Sankt Sebastian am Ried in Andorf im Innviertel.
1644 plante er das Gasthaus am Kapellplatz in Altötting und baute von 1643 bis 1647 den Westturm der Stadt Vilshofen um. 1651 arbeitete er am Bau des Jesuitenkollegs in Burghausen mit. Um 1636 heiratete er Marta (Nachname unbekannt).